# Atteva holenopla
Atteva holenopla is een vlinder uit de familie Attevidae. De wetenschappelijke naam van de soort werd in 1967 gepubliceerd door Diakonoff.